# 228133 Ripoll
228133 Ripoll é um asteroide do cinturão principal que orbitam entre Marte e Júpiter. Ele possui uma magnitude absoluta de 17,7.

## Descoberta
228133 Ripoll foi descoberto no dia 20 de agosto de 2009 através do Observatório Astronômico de La Sagra.

## Características orbitais
A órbita de 228133 Ripoll tem uma excentricidade de 0,1873175 e possui um semieixo maior de 2,3587483 UA. O seu periélio leva o mesmo a uma distância de 1,9169135 UA em relação ao Sol e seu afélio a 2,8005831 UA.